# Шеер, Рейнхард
Карл Фридрих Хайнрих Ре́йнхард Ше́ер (нем. Carl Friedrich Heinrich Reinhard Scheer; 30 сентября 1863, Обернкирхен, Нижняя Саксония — 26 ноября 1928, Марктредвиц, Бавария) — германский военный деятель, адмирал.
Командующий германским Флотом открытого моря в Ютландском морском сражении, одном из крупнейших морских сражений в истории.

## Биография
Рейнхард Шеер поступил на флот в 1879 год. Будучи ещё молодым офицером флота, лейтенантом, получил прозвище «Bobshiess» (Драчливый Боб) из-за того, что походил на своего фокстерьера, который всегда норовил разодрать брюки его друзьям. В 1905 году получил звание капитана 1-го ранга (нем. Kapitän zur See), а в 1910 году — контр-адмирала (нем. Konteradmiral). Приверженец строгой дисциплины, Шеер получил на флоте прозвище «Человек в железной маске».

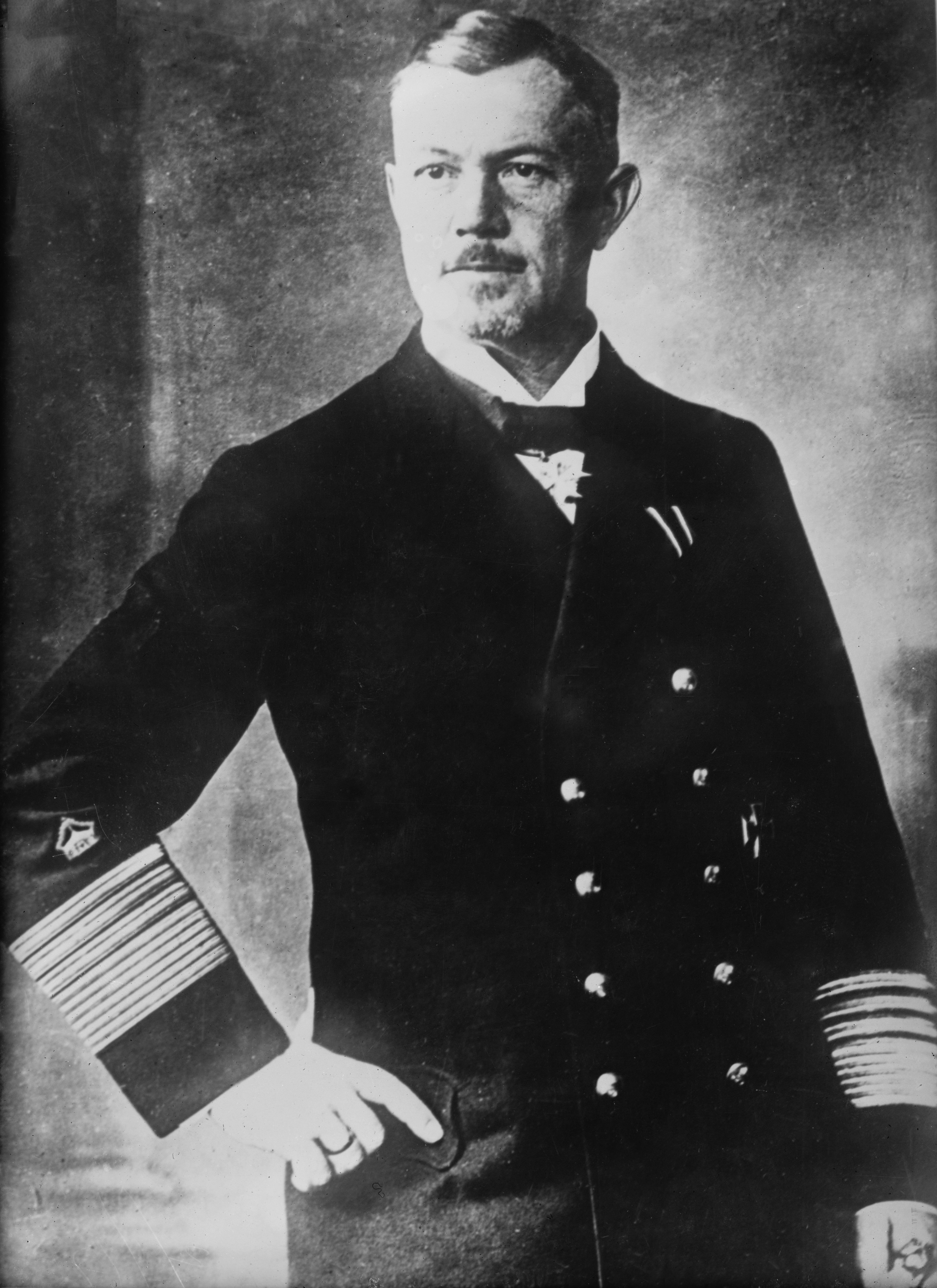
Адмирал Шеер

Во время войны он поддерживал наиболее агрессивный вариант оборонительной стратегии. В январе 1916 года Шеер был назначен командующим Флотом открытого моря после отставки адмирала фон Поля. Он командовал германским флотом в Ютландском морском сражении. В своем оперативном приказе на 31 мая 1916 года Шеер ясно дал понять, что намерен дать бой части британского флота. Несмотря на то, что ему не удалось нанести поражение британскому Гранд-Флиту, он избежал уничтожения своего флота численно превосходящими силами противника, нанеся при этом значительный урон англичанам. После окончания Ютландского боя Шеера встретили как героя. 5 июня он был произведен в полные адмиралы и в тот же день награждён орденом Pour le Merite — высшей военной наградой Пруссии. За участие в Ютландском сражении кайзер Вильгельм II пожаловал ему рыцарский титул, однако Шеер от титула отказался (его подчиненный вице-адмирал Хиппер, командовавший в сражении авангардом, принял титул и получил дворянскую приставку «фон» к фамилии). После Ютландского боя Шеер потерял веру в возможность победы Флота открытого моря над британским флотом и стал убеждённым сторонником неограниченной подводной войны против Великобритании.
Шеер вышел в отставку в 1918 году после спровоцированного им же Кильского бунта и последовавшей за ним Ноябрьской революции в Германии.
В 1928 году адмирал Джеллико, командовавший Гранд-Флитом в Ютландском сражении, пригласил Шеера посетить Великобританию. Шеер принял приглашение, однако незадолго до предполагаемого отъезда умер в Марктредвиц и был похоронен в Веймаре.
В честь адмирала Шеера был назван построенный в 1933 году тяжёлый крейсер «Адмирал Шеер».